# Тимирязевский сельский округ (Северо-Казахстанская область)
Тимирязевский сельский округ (каз. Тимирязев ауылдық округі) — административная единица в составе Тимирязевского района Северо-Казахстанской области Казахстана. Административный центр — село Тимирязево.
Население — 4667 человек (2009, 5765 в 1999, 6951 в 1989).

## История
Тимирязевский сельский совет образован 4 июня 1954 года указом Президиума Верховного Совета Казахской ССР. 12 января 1994 года постановлением главы Северо-Казахстанской областной администрации образован Тимирязевский сельский округ.

## Состав
В состав округа входят такие населенные пункты:
| Населенный пункт | Население, человек (1989) | Население, человек (1999) | Население, человек (2009) |
| ---------------- | ------------------------- | ------------------------- | ------------------------- |
| Рассвет, село    | 354                       | 173                       | 66                        |
| Тимирязево, село | 6597                      | 5592                      | 4601                      |